# Prostalia
Prostalia is een geslacht van rechtvleugeligen uit de familie Pneumoridae. De wetenschappelijke naam van dit geslacht is voor het eerst geldig gepubliceerd in 1906 door Bolívar.

## Soorten
Het geslacht Prostalia  is monotypisch en omvat slechts de volgende soort:
- Prostalia granulata (Stål, 1873)